# Facultad de Ciencias de la Salud (Universidad Nacional de Salta)
La Facultad de Ciencias de la Salud es una de las facultades de la Universidad Nacional de Salta, ubicada en la ciudad de Salta. Tiene sedes regionales en Tartagal, Orán y Metán - Rosario de la Frontera.

## Carreras

### Grado
- Licenciatura en Nutrición
- Licenciatura en Enfermería
- Medicina

### Posgrado
- Especialización en Salud Pública
- Maestría en Salud Pública
- Doctorado en Salud Pública

## Organización
Las autoridades de facultad son:
- Decana: Lic. María Silvia Forsyth
- Vicedecano: Lic. Carlos Enrique Portal
- Secretaria Académica: Lic. Nélida Elina Condorí